# 方纪
方纪（1919年—1998年4月29日），原名冯骥，笔名公羊子，男，河北束鹿人，中国作家。著有十几部中长篇小说和诗歌集，以及《长江行》《到金沙江去》《三峡之秋》等散文，其中《挥手之间》影响较大，其他作品有长诗《大江东去》《不尽长江滚滚来》、评论集《学剑集》等。

## 生平
方纪1919年出生于河北省束鹿县殿式营一个农民家庭。他的祖父，原是富农，后逐渐没落，降为中农，抗囚战争中，以村农会主席的身份，遭日军杀害。他的母亲是他外祖母的独生女儿。外祖母虽是农村妇女，但很会讲故事，童年的方纪经常听外祖母讲一些民间故事与自身经历，发生了对文艺的爱好。1931年，方纪考入辛集中学，到1934年毕业。九一八事变发生后，方纪曾参加中学生的请愿游行，受到了抗日爱国的启蒙教育。
1934年夏秋之间，方纪来到了五四运动的发祥地——北平，先在一家商店当学徒，后因反对卖日货而被解雇。失业后曾给《益世报》写稿，后由曹盼之介绍到北京大学历史系做旁听生，此后又对文学发生了兴趣，想走一条文学救国之路。魏伯、魏东明、牧风等共同集资，先后创办了《泡沫》、《浪花》两个文艺刊物，宣传抗日主张。方纪参加了这两个刊物的工作与撰稿，并参加了北平地区的中国左翼作家联盟。他参加了一二九运动和天津市民游行，参加了中华民族解放先锋队，  随后，又于1936年加入中国共产党。
1936年夏，方纪接受组织派遣，回到家乡束鹿县，在党的地下直南特委里工作，他的外祖母家就成了当时直南特委的一个据点。1937年七七事变后，他奉命南下，在武汉、重庆等地，曾与周恩来接触。1939年，方纪由重庆转入延安，进行短期学习后，初任陕北公学教师，后到“文抗”与陕甘宁边区文协工作，1942年进中央党校，最后到《解放日报》担任编辑。在此期间，他曾多次听毛泽东的讲演，并参加了以《在延安文艺座谈会上的讲话》为中心的延安文艺整风。毛泽东还曾亲自修改和增补了方纪为党校三部的墙报所写的文章。
1945年秋，抗战胜利，方纪先到承德，—面担任热河省文联副主席，一面参加土改工作团，后又转为中国人民解放军随军记者。张家口撤退后，他又先后被调到冀中区党委宣传部、贸中文联以及《冀中导报》等处工作。1949年1月15日天津被中共占领，方纪历任《天津日报》副刊部部长、中苏友好协会总干事、文化局长、市委宣传部副部长、中国作家协会天津分会主席等职务。文化大革命中，方纪被说成胡风分子、周扬死党、反革命修正主义分子，投入监狱，导致残疾。

## 创作
方纪的小说，现存的不足30万字；写作时间自1942年开始，1958年就结束了。另有长篇《同时代人》因文革抄家而遗失。他的小说曾长期遭到批判，如发表于《人民文学》的《让生活变得更美好吧》（1950）因描写了农村姑娘和青年共产党员大群的爱情，被称作“宣扬爱情至上”。发表于《收获》的《来访者》（1958）描写大学毕业生康敏夫，爱上了一个唱大鼓书的女演员，把她当成了个人的私有财产，在精神上折磨她，逼她抛开自己的艺术事业，这个女演员最后不得不和他决裂，他自己终于也落了个极不光彩的下场。这篇小说遭到姚文元等人点名批判，说它表现了对新社会的“控诉”。他1956年后所写的其他小说还包括《园中》、《晚餐》、《开会前》等。
方纪的散文代表作《挥手之间》，记录了1945年抗日战争胜利后，毛泽东赴重庆参加国共和平谈判这一重要的历史时刻，颂扬领袖与群众的关系。它是在《来访者》遭批判不久后的产物。另一篇散文《到金沙江去》约4万字，共分12节，是一片游记，歌颂了中华人民共和国成立后的民族统一。孙犁曾评价方纪的散文说：“他的文章，不拘一格，文无定法，有时甚至文无定见。他常常是党之所需，时之所尚，意之所适，情之所钟，就执笔为文，洋洋洒洒。”